# Корнербек
Корнербек  (англ. Cornerback) (CB) — позиция игрока в американском футболе.

## Функции
Вместе с дефенсив тэклами, дефенсив эндами, миддл лайнбекерами, аутсайд лайнбекерами, сэйфти в состав Линии защиты. Дефенсив энды и дефенсив тэклы,  вместе называются линией защиты, а корнербеки и сэйфти – сэкондари ( англ. secondaries), или дефенсив бэки (англ. defensive backs).
Корнербекамии называют игроков, которые прикрывают ресиверов. Их основная задача – помешать пасу квотербека долететь до своего основного адресата - уайд ресивера. Он может словить мяч и совершить перехват, сбить его в воздухе, либо остановить игрока соперника, если тот все же словил мяч.
При выносных комбинациях – задача корнербека сдерживать выносящего.
Обычно, число корнербеков зависит от числа ресиверов, против которых им необходимо играть.

## Защита
Корнербек имеет право мешать движению (блокировать) ресивера, пока он не преодолел 5 ярдов от линии розыгрыша. После этого он не может мешать движению до момента прикосновения игрока с мячом. Перехватывать и блокировать мяч разрешается в любое время.